# Sphenacodon
Sphenacodon (gr. 'dent en falca') és un gènere extint de sinàpsids eupelicosaures que visqueren durant el Cisuralià. Feia aproximadament tres metres de longitud. Se n'han trobat restes fòssils al sud dels Estats Units i al Regne Unit.
| Registre fòssil                     | Registre fòssil | Registre fòssil | Registre fòssil |
| Localitat                           | País            | Antiguitat      | Espècie/s       |
| ----------------------------------- | --------------- | --------------- | --------------- |
| Formació de Cutler                  | Estats Units    | Cisuralià       | S. ferox        |
| Esquistos rocosos d'Organ           | Estats Units    | Cisuralià       | S. ferocior     |
| Jaciment carbonífer de les Midlands | Regne Unit      | Cisuralià       | S. britannicus  |